# Bogusław Kurłowicz
Bogusław Kurłowicz (ur. 18 stycznia 1948 w miejscowości Nowy Pohost, zach. Białoruś) – rosyjski, polski i fiński biolog i agronom, doktor nauk biologicznych, profesor, specjalista w dziedzinach zasobów genetycznych roślin strączkowych, botaniki, genetyki, uprawy roślin i hodowli ryb. Jego rodzice byli Polakami. Ojciec Stanisław ukończył studia na Uniwersytecie im. Stefana Batorego w Wilnie i pracował jako organista w kościele. Matka Jadwiga była krawcową.
Główne zainteresowania naukowe Bogusława Kurłowicza obejmowały gromadzenie i analizę zasobów genetycznych roślin (łubin, wyka, soja, fasola) jako materiału wyjściowego do hodowli roślin. Uczestniczył w 15 misjach zbierania roślin do różnych regionów byłego ZSRR (Syberia, Daleki Wschód, Kazachstan, Kaukaz, Bliski Azji, Ukraina) i w wielu innych krajów (Brazylia, Peru, Argentyna, Ekwador, Algieria, Portugalia, Polska, Islandia). Zebrał dużą różnorodność roślin strączkowych i ich dzikich krewnych, które są skutecznie wykorzystywane w hodowli roślin w Polsce, Finlandii, Białorusi, Rosji i innych krajach. Jest autorem około 200 prac naukowych, autorem nowych odmian Łubinu : „Novozybkovsky, Pervenec, Truvor” i autorem wynalazków. W czasie swojej kariery naukowej, stale współpracował z polskimi naukowcami.